# Болдырев, Юрий Юрьевич
Ю́рий Ю́рьевич Бо́лдырев (род. 29 мая 1960, Ленинград) — советский и российский государственный и политический деятель, публицист, один из лидеров российского национально-патриотического движения.
Известен своей деятельностью по борьбе с коррупцией, работой по созданию институтов цивилизованного государства (является одним из создателей Счётной палаты РФ) и защитой интересов России в вопросе доступа иностранных компаний к национальным природным ресурсам.
С 2012 года — член Постоянно действующего совещания национально-патриотических сил России (ПДС НПСР), с 2018 года — один из сопредседателей общероссийского общественного движения «Национально-патриотические силы России» (ООД НПСР).

## Биография
Родился в 1960 году в Ленинграде в семье военного моряка.
Детство провёл в посёлке Видяево Мурманской области (база подводных лодок), Египте (отец был военным советником), Лиепае (Латвийская ССР), Ленинграде. Окончил 121-ю физико-математическую школу (1977 г.), ЛЭТИ (1983 г.) и ЛФЭИ (1989 г.), кандидат экономических наук (2007 г.). С 1983 по 1989 гг. работал инженером, старшим инженером в ЦНИИ судовой электротехники и технологии (Ленинград), в 1989 году был выдвинут кандидатом в народные депутаты СССР коллективом своего института.

### Политическая карьера в 1989—1992 годах
С 1989 по 1991 год — народный депутат СССР от Московского района Ленинграда. Будучи союзным депутатом, работал в Комитете Верховного совета по государственному строительству и местному самоуправлению, занимался разработкой закона об отзыве депутатов, основах местного самоуправления и др. 25 мая 1989 г., в первые минуты I Съезда народных депутатов СССР выступил с предложением сделать все голосования поимёнными, чтобы избиратели могли точно знать, как голосует их депутат. Это предложение Болдырева было резко негативно воспринято председательствующим М. С. Горбачёвым и с его подачи не поддержано большинством съезда.
Входил в Межрегиональную депутатскую группу (МДГ) Верховного Совета СССР. На первом собрании МДГ, состоявшемся в июле 1989 года в Доме кино Болдырев выступил категорически против избрания Б. Ельцина лидером МДГ, обосновывая это тем, что избиратели не посылали его на Съезд для того, чтобы он стал «ельцинцем или поповцем». Позиция Болдырева была поддержана большинством участников собрания, в результате чего было избрано 5 сопредседателей МДГ. Это выступление сделало Болдырева героем документального фильма К. Прошутинской и Л. Парфенова «Репортаж с последнего ряда», посвящённого учредительному собранию МДГ, показ которого был запрещён главой Гостелерадио СССР М. Ненашевым. Впоследствии Болдырев подчёркивал: «МДГ никогда не была антикоммунистической группой. Это были не антикоммунисты, это были очень разные люди с очень разным мировоззрением. Их объединяло только одно, что это были сильные, самостоятельные, настоящие люди, осознающие свою ответственность перед теми, кто их послал, и не желавшие танцевать в кордебалете. Вот и всё! А среди них были люди и левых, и правых, и русско-шовинистических, любых взглядов…», а малочисленность группы не позволяла ей оказывать сколько-нибудь серьёзного влияния на принимаемые властью решения: «… ничего развалить она в принципе не могла: там было в пределах 300 человек на 2250 остальных, управляемых сверху депутатов». Но при этом считал:
Бизнес Online: «А Борис Ельцин — тогда уже популярный в народе и значимый в политике человек, ведь уже через год будут Беловежские соглашения? Как вы думаете, он и его окружение уже думали об этом, или к распаду СССР всё подошло спонтанно?»
Ю.Болдырев: «Не могу сказать. Но мне понятно одно: все мы — те, кто когда-либо находился во власти, в «верхах», попадали в разного рода «вербовочные ситуации». И те, кто из этих ситуаций выходил недостойно, подробностями, какие у них в этой связи возникали обязательства, ни с кем не делились. После событий осени 1993 года, когда пошла уже явная целенаправленная сдача интересов страны стратегическому противнику, стало ясно, что высшая власть прямо работает на этого противника. Но тогда, в 1990-м, это было вовсе не очевидно».
Как депутат съезда, Болдырев выступал против избрания М. Горбачева президентом на съезде народных депутатов СССР, полагая, что первый президент СССР должен избираться общенародно.
С сентября по декабрь 1991 гг. — член Верховного Совета СССР, председатель подкомитета по экономическому законодательству.
В 1990 году — делегат XXVIII съезда КПСС. Впервые в практике КПСС в ряде краевых и областных партийных организаций избрание делегатов на съезд осуществлялось не соответствующими территориальными конференциями партии, а в специально созданных партийных избирательных округах тайным голосованием коммунистов данных парторганизаций на основе альтернативного голосования. За Болдырева, к тому времени уже год представлявшего Московский район Ленинграда на съезде народных депутатов СССР, проголосовало более 70 % коммунистов — работников крупнейших предприятий Ленинграда (заводы «Электросила», «Ленинец» и др.), НИИ («Малахит», ЦНИИ СЭТ и др.), Пулковского авиаотряда и др.
Съезд КПСС продемонстрировал раскол среди членов партии. На этом фоне съезд покинули Ельцин и ещё ряд делегатов. Однако Болдырев был против подобного отказа от участия в попытке реформирования партии, полагая, что «было бы больше пользы, если бы эти люди, включая Ельцина, тогда работали на то, чтобы не обрушить прежнюю власть, а её модернизировать».
С 1990 года по февраль 1992 года вместе с авторитетными в то время учёными и общественными деятелями Болдырев входил в Высший консультативно-координационный совет при председателе Верховного Совета РСФСР, а затем при Президенте Российской Федерации.
Разрушение СССР Болдырев связывает, прежде всего, с предательским, по его мнению, поведением потерявшего авторитет в народе Горбачёва и неспособностью руководства правоохранительных органов, армии и спецслужб защитить интересы страны в этой ситуации, чем и воспользовались тайные и явные противники СССР, включая элиту союзных республик и часть так называемых «демократов»:
«В условиях, когда те же СМИ (фактически контролируемые высшей союзной властью) вбросили идею, что СССР не монолит, а лишь некий союзный договор, то при потере авторитета центральной власти и, внимание, невозможности эту центральную власть сменить общественная мысль неминуемо направляется куда? К отделению… от центральной власти. Если же была бы возможность утерявшую авторитет центральную власть нормально переизбрать, никакого разрушения страны тогда вообще не произошло бы. И ведь это не только о прошлом, но и урок на будущее. Любые региональные руководители всегда готовы стать удельными князьями. Но население поддержит их только в том случае, если центральная власть потеряла авторитет, а никакого способа её смены нет».
Говоря о ГКЧП, Болдырев высказывает мнение, что восприятие событий 19-21 августа в народном сознании сильно мифологизировано при помощи неких провластных манипуляторов. Манипуляторы смешивают путч августа 1991 г. (ГКЧП) и случившийся полгода спустя Беловежский сговор, а также события 1991 г. и 1993 г., чтобы отвлечь внимание от событий 1993 года. По мнению Болдырева, цель подобных манипуляций — создать видимость того, что успешный антиконституционный переворот был произведён некими «демократами» в августе 1991 года, что привело к несправедливой приватизации, залогово-кредитным аукционам, уничтожению промышленности, сдаче стратегических позиций страны Западу, обнищанию людей, разрушению образования и здравоохранения и т. п. При этом, нынешняя власть подаётся как не имеющая отношения к вредным «демократам-разрушителям» и исправляющая их ошибки и преступления.
Вспоминая перестройку и развал СССР, Болдырев подчёркивает, что и в среде демократов, и в среде консерваторов были как порядочные люди, так и беспринципные карьеристы и приспособленцы. Но главная проблема была в том, что большинство Съезда народных депутатов СССР, который по закону был высшим органом власти в стране, составляло не способное действовать без указки сверху «болото», в силу чего такой Съезд, не получив команды, не только не принял на себя ответственность за управление страной, но даже не собрался на экстренное заседание в августе 1991 г. во время ГКЧП.
Февраль 1992 г. — советник Правительства России.

### Главный государственный инспектор
С марта 1992 г. по 4 марта 1993 г. — Главный государственный инспектор РСФСР, начальник Контрольного управления Администрации Президента Российской Федерации. Был уволен президентом Б. Н. Ельциным под предлогом реорганизации Контрольного управления после скандала с приостановкой Ельциным проверки администрации Москвы и ставших публичными результатов проверки Западной группы войск (ЗГВ).
Когда 17 октября 1994 года от взрыва в редакции газеты «Московский комсомолец» погиб занимавшийся расследованием ситуации в ЗГВ Дмитрий Холодов, в газете «Известия» вышло интервью Болдырева, которое он озаглавил «Воры — не могут не стать душегубами» и в котором указал на неизбежность того, что за грабежом страны неминуемо следует большая кровь:
В целом, если говорить не о мелких карманниках, а о тех, кто присваивает себе сотни миллионов и миллиарды, цена вопроса определяет неумолимую логику процесса: воры по-крупному — непременно со временем находят, растят и востребуют душегубов, а значит опосредованно — и сами, по существу, ими становятся».
Став начальником Контрольного управления, Ю. Болдырев пытался противостоять начавшейся масштабной приватизации, что навсегда развело его с Б. Ельциным, командой радикальных реформаторов (Гайдар, Чубайс, Шохин и др.) и поддерживающими их демократами. Болдырев противодействовал разворовыванию «правительством молодых реформаторов» бюджетных средств под прикрытием помощи фермерам через Ассоциацию крестьянских (фермерских) хозяйств и сельскохозяйственных кооперативов России (1992 год). В январе 1993 года Б. Ельцин предложил Юрию Болдыреву уйти из Контрольного управления по собственному желанию, предлагая взамен должность первого заместителя любого министра, но Болдырев отказался. В результате, чтобы убрать ставшего неугодным Болдырева, Ельцину пришлось упразднить его должность (главный государственный инспектор-начальник Контрольного управления), а само Контрольное управление понизить в статусе, поставив между президентом и контрольным органом его администрации промежуточное звено в лице «Контрольно-наблюдательного совета», состоящего из представителей тех, кого и надлежит контролировать, министров и губернаторов. Благодаря тому, что Болдырев по своей инициативе передал собранные им и его подчинёнными материалы о злоупотреблениях новой российской власти генеральному прокурору В. Степанкову, они оказались у тогдашнего вице-президента А. Руцкого, став основой знаменитых «чемоданов Руцкого».
В период работы в Контрольном управлении Болдыреву пришлось принимать решение в отношении В. Путина, бывшего в то время председателем Комитета по внешним связям мэрии Санкт-Петербурга А. Собчака. Поводом послужило обращение в Контрольное управление депутатов Законодательного Собрания Санкт-Петербурга (так называемой комиссии Марины Салье) по результатам расследования внешнеэкономической деятельности мэрии, которую курировал Путин. Ознакомившись с отчётом депутатской комиссии, Болдырев направил официальное письмо министру внешнеэкономических связей Петру Авену, в котором, в связи с тем, что поступившие в Контрольное управление материалы свидетельствовали о возможной необходимости отстранения председателя Комитета по внешним связям мэрии Санкт-Петербурга Путина В. В. от занимаемой должности, просил не рассматривать вопрос о назначении Путина В. В. на какие-либо должности впредь до рассмотрения этих материалов Контрольным управлением. Когда проверка состоялась, для дачи объяснений в Контрольное управление приехали Собчак, Путин и практически все заместители мэра Санкт-Петербурга. Однако Авен письмо Болдырева проигнорировал. Более того, вскоре Собчак назначил В. Путина уполномоченным министерства внешнеэкономических связей по Санкт-Петербургу, что означает, что кандидатура Путина прошла успешное согласование с Авеном. А вскоре Собчак повысил В. Путина в должности, назначив его заместителем мэра Санкт-Петербурга.

### Деятельность в 1993—1995 годах
С июня 1993 по февраль 1995 года Болдырев — ведущий научный сотрудник Центра экономических и политических исследований («ЭПИЦентр»).
Резко отрицательно отнёсся к событиям, произошедшим осенью 1993 года. По мнению Болдырева, расстрел здания Верховного Совета из танков в октябре 1993-го года — следствие того, что Ельцина не остановили после первых двух попыток государственного переворота: в декабре 1992 г. и марте 1993 г. Также резко отрицательно Болдырев отнёсся к Конституции 1993 года, считая ее навязанной силой и предусматривающей всевластие и безответственность президента. Во время избирательной кампании по выборам депутатов Совета Федерации от Санкт-Петербурга (в которой Болдырев участвовал и стал победителем) он призывал избирателей, если они собираются голосовать за эту конституцию, не голосовать за него: «Не отправлять его в парламент со связанными руками». В своих выступлениях Болдырев подчёркивает, что негативная направленность дальнейшего развития России является следствием совершённого в 1993 году государственного переворота и принятой тогда же Конституции. В связи с этим он последовательно выступает за изменение конституции — чтобы вернуть России суверенитет, а власть сделать подконтрольной и ответственной перед народом. Часть своих предложений по изменению конституции Ю. Болдырев изложил в феврале 2012 года на совместной пресс-конференции, посвящённой государственно-конституционному устройству, с тогдашним кандидатом в президенты Г. Зюгановым, С. Бабуриным и В. Овчинским.
С декабря 1993 по декабрь 1995 года Болдырев — член первого Совета Федерации (бывшего в то время выборным) от Санкт-Петербурга. Член многих и сопредседатель двух согласительных комиссий между палатами Парламента. Один из организаторов разработки и соавтор закона «О Счётной палате Российской Федерации». Закон был принят 11 января 1995 года вопреки президенту Ельцину (который был вынужден отозвать своё вето), после чего была создана Счётная палата РФ, ставшая контрольным органом, независимым от исполнительной власти.

#### Создание «Яблока»
Осенью 1993 года стал одним из создателей избирательного объединения «Явлинский—Болдырев—Лукин» (затем фракция «Яблоко» и партия «Яблоко»), но 1 сентября 1995 года вышел из этого объединения в связи с конфликтами: сначала по закону о Центральном банке, затем — о доступе транснационального капитала к российским природным ресурсам (закон «Соглашения о разделе продукции»). Как отмечает Ю. Болдырев, «Яблоко» изначально создавалось как «третья сила»: с одной стороны, как альтернатива ельцинским реформам, с другой — альтернатива возврату к советским порядкам. Однако в 1995 г. стало ясно, что Г. Явлинский, как и ельцинская администрация, прямо поддерживает законопроекты, лоббируемые западными корпорациями и несущие в себе угрозу национальной экономике.

### Период работы в Счётной палате
С марта 1995 года по январь 2001 года — заместитель председателя Счётной палаты Российской Федерации (был избран Советом Федерации).
Известен своей работой по противодействию сдаче российских природных ресурсов Западу. В частности, в 1995 году выступил против законодательной инициативы партии «Яблоко», которая предлагала принятие закона «Соглашение о разделе продукции (СРП)». Принятие закона в редакции «Яблока» означало бы предоставление возможности иностранным компаниям забирать до 90 % прибыли (в виде продукции) при добыче любых полезных ископаемых на территории России; более того, в законопроекте не ограничивалось количество объектов (месторождений), которые потенциально могли бы быть переведены на режим СРП. Заметим, что законопроект в таком виде был поддержан также Администрацией Президента и Правительством, которые, в частности, во время рассмотрения законопроекта Советом Федерации оказывали давление на несогласных сенаторов. Счётная палата дала отрицательное заключение законопроекту «Яблока», а левые фракции в Государственной Думе (КПРФ, Аграрная партия России) отклонили этот законопроект (то есть уже в 1990-е годы в ряде вопросов наблюдалось совпадение интересов Болдырева с левыми). Затем Юрий Болдырев возглавил от Совета Федерации согласительную комиссию по Закону «СРП», которая исключила из закона самые опасные нормы и ввела в него дополнительные механизмы публичного контроля за недропользованием (история и документы представлены в книге «Похищение Евразии», 2003 г., а также на сайте Счётной Палаты РФ). Как отмечается рядом аналитиков, принятие закона в редакции комиссии Болдырева позволило не допустить расхищение российских недр западным бизнесом, и как следствие, в 2000-е годы российская экономика смогла воспользоваться благоприятной внешней конъюнктурой (высокими ценами на нефть на мировых рынках).
Однако закон пришлось принять с некоторой уступкой — признанием введения в действие двух сахалинских соглашений («Сахалин-1» и «Сахалин-2») в том виде, в каком они уже были подписаны Правительством. Сам Болдырев был против признания этих двух соглашений, но был вынужден пойти на компромисс: «В думской части согласительной комиссии был представитель Сахалинской области (Б. Третяк), лоббировавший именно эти соглашения. И расклад голосов был такой, что если бы мы не пошли на компромисс по двум сахалинским месторождениям, то не получили бы его голос в поддержку серьёзных изменений в закон — не прошли бы принципиально важные нормы, касающиеся сотен других месторождений. Поэтому нам и пришлось пойти на этот тяжёлый компромисс». В 2000 г., после проверки Счётной палатой реализации СРП на Сахалине, под руководством Ю. Болдырева был сделан отчёт, который показал: для государственного бюджета ущерб за весь период от реализации СРП на Сахалине по сравнению с лицензионным режимом недропользования в ценах на нефть 1999 года составил почти $52 млрд. (для сравнения бюджет РФ в 1999 году был всего $20 млрд).
Юрий Болдырев предал огласке выявленные Счётной палатой факты приватизации стратегических оборонных предприятий в руки корпораций стран НАТО (1995—2000 гг., документальная база представлена в книге «О бочках меда и ложках дёгтя», 2003 г.). Среди таких предприятий оказались Калужский турбинный завод, «Пермские моторы» и др. Так, к примеру, завод «Пермские моторы» в 1998 году был выкуплен американской Pratt & Whitney, после чего на предприятии прекратился выпуск военных двигателей, необходимых для реализации нескольких проектов российских самолётов.
Также в годы работы в Счётной палате Болдырев участвовал в выявлении притворности «кредитно-залоговых аукционов» и затем обращался к Генеральному прокурору с требованием их расторжения (1995—1997 гг.). Был противником Европейской энергетической хартии (Счётная палата дала отрицательное заключение, 1997 год) и принятия закона о Центральном банке как субъекте с «особым статусом» (1995 г.), бесконтрольности ЦБ и безнаказанности его руководства (1995—2000 гг.). Организовывал от имени Счётной палаты судебный процесс против необоснованного засекречивания результатов проверки ЦБ (1999 г.). Предал огласке факты масштабнейшего разграбления бюджета (в том числе треть федерального бюджета 1995 года через механизм противозаконных «компенсаций» в связи с отменой Парламентом изначально противозаконных льгот по ввозу в страну спиртного и сигарет, 1997 г.), а также выявленные Счётной палатой факты массовых нарушений и злоупотреблений руководства Государственного Эрмитажа (2000 г.).
В 1996 году и 2000 году баллотировался на пост губернатора Санкт-Петербурга, оба раза занял 3-е место. Примечательно, что тогда в Петербурге у партии «Яблоко» были довольно сильные позиции. Таким образом, последствием выхода Болдырева в 1995 году из этой партии стало то, что он не только лишился поддержки с её стороны, но и получил дополнительного противника на выборах.
В 1999 году Русским биографическим институтом был включён в пятерку российских политиков, удостоенных звания «Человек года», — за борьбу с коррупцией, работу по созданию институтов цивилизованного государства и защиту интересов России в вопросе доступа иностранных компаний к национальным природным ресурсам.
В 1999 году вместе с академиком Н. Н. Моисеевым, философом А. А. Зиновьевым, бывшим министром обороны генералом И. Н. Родионовым и ректором МосГУ И. М. Ильинским стал основателем Русского интеллектуального клуба.
Как отмечает Юрий Болдырев, в 2000—2003 годах шёл постепенный процесс подчинения Счётной палаты РФ исполнительной ветви власти и в том числе Президенту — после этого независимый контроль за исполнительной властью в России перестал существовать:
В 2000 году под формальным предлогом — по достижении пенсионного возраста — сняли первого председателя [Счётной] палаты Кармокова и поставили на его место Степашина. Это было нарушением всей логики заложенных нами процедур. Получилось, что председатель Счётной палаты Степашин организовывал контроль над тем, как председатель правительства Степашин исполнял в 1999 году федеральный бюджет! Полный цинизм! А в 2003 году в закон внесли изменения — антиконституционные, подчеркиваю: председатель палаты, заместитель председателя, аудиторы назначаются по предложению президента. Всё, точка. С этого момента независимой Счётной палаты в стране нет.

### Деятельность после ухода с госслужбы
После ухода в 2001 году с госслужбы занимался публицистикой и общественной деятельностью. Член редакционного совета «Российского экономического журнала». Автор двух серий книг: «Русское чудо — секреты экономической отсталости» (2003 г.) и «Хроника мутного времени» (2009—2012 гг.). Колумнист Литературной газеты (с 2003 г.), Интернет-газеты «Столетие» (рубрика «Позиция», 2006—2012 гг.) и Свободная пресса (с 2012 г.).
Лауреат литературных премий им. А. Дельвига (2006 г.), «Слово к народу» (премия газеты «Советская Россия» — 2013 г.), Бунинской литературной премии (2016 г.).
В 2005—2010 годах — член Наблюдательного совета НКО «Союзнефтегазсервис» по защите интересов российских производителей высокотехнологичных услуг в сфере нефте- и газодобычи, переработки и транспортировки.
В 2007 году Юрий Болдырев был кандидатом в депутаты Государственной Думы от партии «Справедливая Россия» (не будучи её членом), войдя в первую тройку кандидатов по Санкт-Петербургу.
В 2012 году участвовал в попытке выдвижения генерала Л. Г. Ивашова в Президенты России. Затем был доверенным лицом кандидата в Президенты Геннадия Зюганова на этих выборах — участвовал в теледебатах против представителей кандидатов Путина и Прохорова. Принял участие в создании Постоянно действующего совещания национально-патриотических сил России (ПДС НПСР).
Участвовал в оргкомитете по организации референдума против вступления России в ВТО (не разрешённого, 2012 г.). Член оргкомитета и эксперт Московского экономического форума (с 2013 г.).
Юрий Болдырев является сторонником единения левых и национально-патриотических сил. Цель — только объединившись можно противодействовать власти В. В. Путина и «Единой России», которые, по мнению Болдырева, проводят антинациональную политику.
Участвовал в организации публичных переговоров между КПРФ и Постоянно действующим совещанием Национально-патриотических сил России с целью выработки совместной программы и выдвижения единого кандидата на президентские выборы 2018 года. 31 марта 2017 года была согласована социально-экономическая программа, а 23 октября того же года выработаны основы единой позиции по вопросу о государственно-конституционном устройстве. 22 декабря 2017 года II съезд Национально-патриотических сил России выдвинул Юрия Болдырева кандидатом на пост президента, а Павла Грудинина на пост премьера. Осенью 2017 г. Болдырев был номинирован на президентские интернет-праймериз «Левого фронта», но зафиксировал, что участия в них не принимает. Призвал голосовать не за него, а за всех выдвинутых ПДС НПСР: Виктора Алксниса, Павла Грудинина, Николая Коломейцева, Олега Смолина, Виктора Соболева, заявив, что таких «праймериз», где один кандидат призывает голосовать за другого, не бывает. Подчеркнул, что поддерживает Грудинина не потому, что кто-то пообещал включить представителей ПДС НПСР в правительство, а потому, что Грудинин вошёл в пятерку выдвинутых ПДС НПСР на рассмотрение Съезда КПРФ и был поддержан ПДС НПСР после официального выдвижения от КПРФ. Юрий Болдырев в качестве доверенного лица Павла Грудинина выступал на дебатах на Первом канале, России-24, ТВ Центре и ОТР.
Не признал победу Путина на президентских выборах 2018 года, так как считает их результаты полностью сфальсифицированными. Акцентирует внимание не только на нарушениях во время проведения выборов и подсчёта голосов, но и на активном освещении СМИ негативных высказываний о Грудинине. Отметил деструктивную роль Алексея Навального, который призывал к бойкоту выборов и тем самым отнял голоса за оппозицию в пользу Путина. Также указал и на неэффективность самой кампании по поддержке Грудинина — это, в частности, выражалось в том, что не удалось создать совместные избирательные штабы представителями КПРФ и ПДС НПСР, а полученные Грудининым голоса стали результатом деятельности в основном отдельных активистов.

## Семья
Женат, сын — Олег.

## Список произведений
- Болдырев Ю. Русское чудо — секреты экономической отсталости, или Как, успешно преодолевая препятствия, идти в никуда. Книга первая. О бочках мёда и ложках дёгтя. — М., 2002. — (Великое противостояние).
- Болдырев Ю. Русское чудо — секреты экономической отсталости, или Как, успешно преодолевая препятствия, идти в никуда. Книга вторая. Похищение Евразии. — М.: Крымский мост-9Д, Форум, 2003. — 426 с. — (Великое противостояние). — ISBN 5-89747-049-9.
- Болдырев Ю. «Тучные годы», потерянные навсегда. — М.: Вече, 2011. — 480 с. — (Хроника мутного времени). — ISBN 978-5-9533-5778-4.[76]
- Болдырев Ю. Кризис: игра на понижение. — М.: Вече, 2011. — 448 с. — (Хроника мутного времени). — ISBN 978-5-9533-6161-3.[76]
- Болдырев Ю. В модернизацию с чёрного хода? — М.: Вече, 2012. — 480 с. — (Хроника мутного времени). — ISBN 978-5-9533-6231-3.[77]
- Болдырев Ю. 2011/2012: Операция «подмена» — М.: Вече, 2012. — 608 с. — (Хроника мутного времени). — ISBN 978-5-9533-6589-5.[78]
- Болдырев Ю. Как избежать гражданской войны. — М.: Алгоритм, 2013. — 240 с. — (Как Путину обустроить Россию). — 2000 экз. — ISBN 978-5-4438-0427-9.
- Болдырев Ю. Как нам избежать нищеты. — М.: Алгоритм, 2015. — 240 с. — ISBN 978-5-906817-32-7.